# Sauber C32
La Sauber C32 è una vettura da Formula 1 realizzata dalla Sauber per il Campionato mondiale di Formula 1 2013.

## Livrea e sponsor
La livrea è stata modificata: è grigia con inserti bianchi. Tra gli sponsor vi è l'azienda NEC.

## Tecnica

### Aerodinamica
Per quanto concerne il disegno aerodinamico, la C32 presenta ancora nella parte anteriore il cosiddetto scalino, anche se in forma meno evidente, in modo da poter favorire l'aerodinamicità della vettura. Al tempo stesso, il musetto della monoposto è stato abbassato rispetto al modello precedente e presenta ai lati due nicchie che ospitano le telecamere per le riprese televisive; nonostante ciò non sono stati cambiati i profili alari.
Le pance laterali, a seguito di uno spostamento dei radiatori, risultano essere più lineari e aerodinamiche. A ciò ha contribuito anche la leggera inclinazione delle masse radianti, riducendo la svasatura nella parte bassa.
Gli scarichi sono stati ridisegnati per favorire l'effetto Coandă, motivo cui il retrotreno è stato affusolato.

### Meccanica
Meccanicamente, la vettura adotta motore 056 V8, cambio e KERS derivati dalla Ferrari. La trasmissione longitudinale a 7 marce ha la scatola in materiali compositi composta in due parti. È stato inserito uno spacer che alloggia ammortizzatori e barre di torsione della sospensione anteriore a schema pull rod, mentre l'area destinata all'ingranaggeria e al differenziale è stata rimpicciolita. Le sospensioni posteriori adottano invece lo schema push rod. Il braccio dello sterzo è stato allineato al triangolo superiore, garantendo una minore resistenza all'avanzamento.
I cerchi dell'OZ Racing sono verniciati di nero per attrarre il calore necessario a mandare in temperatura le gomme Pirelli P Zero, le quali avvolgono un cerchione in magnesio.

## Piloti
| Piloti ufficiali       | Piloti ufficiali  | Piloti ufficiali |
| Nazione                | Nome              | Numero           |
| ---------------------- | ----------------- | ---------------- |
| Germania (bandiera)    | Nico Hülkenberg   | 11               |
| Messico (bandiera)     | Esteban Gutiérrez | 12               |
| Collaudatori           |                   |                  |
| Nazione                | Nome              | Nome             |
| Paesi Bassi (bandiera) | Robin Frijns      | Robin Frijns     |

## Stagione
A inizio stagione la vettura si rivelò piuttosto problematica, relegando Hülkenberg e Gutiérrez nelle retrovie. Il pilota tedesco riuscì a cogliere i primi punti per la Sauber al Gran Premio della Malesia arrivando 8º, giungendo nuovamente a punti in Cina. In Spagna Gutiérrez riuscì ad aggiudicarsi il giro più veloce della gara, anche se in gara non conquistò punti. Nel Gran Premio di Gran Bretagna e di Germania, Hülkenberg concluse di nuovo in zona punti arrivando in entrambe le gare 10°, a metà stagione la scuderia svizzera si trovava con appena sette punti.
La decisione della Pirelli di fornire degli pneumatici costruttivamente più simili a quelli della stagione precedente e il ritorno ad alcune soluzioni della vettura 2012, soprattutto per quanto riguardava gli scarichi, aumentarono notevolmente la competitività della monoposto. A Monza Hülkenberg ottenne un sorprendente terzo posto in qualifica, tagliando poi il traguardo al quinto posto. Dopo un altro piazzamento a punti a Singapore, il pilota tedesco si mise nuovamente in luce in Corea, dove giunse quarto dopo un lungo duello con Lewis Hamilton e Fernando Alonso. Nel successivo Gran Premio del Giappone la Sauber fece segnare punti per la prima volta con entrambi i piloti, con Hülkenberg sesto e Gutiérrez settimo.
I buoni risultati nella seconda parte della stagione permisero alla scuderia elvetica di sopravanzare la Toro Rosso al settimo posto nella classifica costruttori.

## Risultati F1
| Anno | Team           | Motore         | Gomme | Piloti     |    |    |     |    |    |    |     |    |    |     |    |    |    |    |   |    |    |    |    | Punti | Pos. |
| ---- | -------------- | -------------- | ----- | ---------- | -- | -- | --- | -- | -- | -- | --- | -- | -- | --- | -- | -- | -- | -- | - | -- | -- | -- | -- | ----- | ---- |
| 2013 | Sauber F1 Team | Ferrari 056 V8 | P     | Hülkenberg | NP | 8  | 10  | 12 | 15 | 11 | Rit | 10 | 10 | 11  | 13 | 5  | 9  | 4  | 6 | 19 | 14 | 6  | 8  | 57    | 7º   |
| 2013 | Sauber F1 Team | Ferrari 056 V8 | P     | Gutiérrez  | 13 | 12 | Rit | 18 | 11 | 13 | 20  | 14 | 14 | Rit | 14 | 13 | 12 | 11 | 7 | 15 | 13 | 13 | 12 | 57    | 7º   |